# Calocarcinus habei
Calocarcinus habei is een krabbensoort uit de familie van de Trapeziidae. De wetenschappelijke naam van de soort is voor het eerst geldig gepubliceerd in 1980 door Takeda.